# Calvin Hemery
Calvin Hemery (Parijs, 28 januari 1995) is een Franse tennisser. Hij heeft nog geen ATP-toernooi gewonnen, maar hij deed wel al mee aan enkele Grand Slams. Hij heeft één challenger in het enkelspel en één challenger in het dubbelspel op zijn naam staan.

## Palmares

### Enkelspel
| Nr.                  | Datum        | Toernooi | Ondergrond | Tegenstander in finale | Score    |
| -------------------- | ------------ | -------- | ---------- | ---------------------- | -------- |
| Gewonnen challengers |              |          |            |                        |          |
| 1.                   | 30 juli 2017 | Tampere  | Gravel     | Pedro Sousa            | 6-3, 6-4 |

### Dubbelspel
| Nr.                  | Datum             | Toernooi  | Ondergrond | Partner       | Tegenstanders in finale        | Score    |
| -------------------- | ----------------- | --------- | ---------- | ------------- | ------------------------------ | -------- |
| Gewonnen challengers |                   |           |            |               |                                |          |
| 1.                   | 18 september 2016 | Istanboel | Hardcourt  | Sadio Doumbia | Marco Chiudinelli Marius Copil | 6-4, 6-3 |

## Prestatietabellen
| Legenda | Legenda                          |
| ------- | -------------------------------- |
| g.t.    | geen toernooi gehouden           |
| l.c.    | lagere categorie                 |
| –       | niet deelgenomen                 |
| G       | uitgeschakeld in de groepsfase   |
| 1R      | uitgeschakeld in de eerste ronde |
| 2R      | uitgeschakeld in de tweede ronde |
| 3R      | uitgeschakeld in de derde ronde  |
| 4R      | uitgeschakeld in de vierde ronde |
| KF      | uitgeschakeld in de kwartfinale  |
| HF      | uitgeschakeld in de halve finale |
| F       | de finale verloren               |
| W       | het toernooi gewonnen            |
| w-v     | winst/verlies-balans             |

### Prestatietabel enkelspel
| Grandslamtoernooien   |      |        |
| Australian Open       | –    | 0-1    |
| Roland Garros         | 1R   | 0-1    |
| Wimbledon             |      | 0-3    |
| US Open               | –    | 1-2    |
| Winst-verlies         | 0-1  | 0-1    |
| ATP World Tour Finals |      |        |
| ATP World Tour Finals |      | 0-0    |
| ATP Masters 1000      |      |        |
| Indian Wells          | –    | 0-0    |
| Miami                 | 1R   | 0-1    |
| Monte Carlo           | –    | 0–0    |
| Rome                  | –    | 0-0    |
| Madrid                | –    | 0-0    |
| Montreal/Toronto      |      | 0–0    |
| Cincinnati            |      | 0-0    |
| Shanghai              |      | 0–0    |
| Parijs                |      | 0-0    |
| Olympische Spelen     |      |        |
| Olympische Spelen     | g.t. | 0-0    |
| Statistieken          |      |        |
| Totaal aantal titels  | 0    | 0      |
| Totaal winst-verlies  | 1-4  | 2-7    |
| Eindejaarsranking     |      | n.v.t. |

### Prestatietabel (Grand Slam) dubbelspel
| Grandslamtoernooien   |     |      |        |
| Australian Open       | –   | –    | 0-0    |
| Roland Garros         | 1R  | 3R   | 2-2    |
| Wimbledon             | –   |      | 0-0    |
| US Open               | –   |      | 0-1    |
| Winst-verlies         | 0–1 | 2–1  | 2-2    |
| ATP World Tour Finals |     |      |        |
| ATP World Tour Finals | –   |      | 0-0    |
| Olympische Spelen     |     |      |        |
| Olympische Spelen     | –   | g.t. | 0-0    |
| Statistieken          |     |      |        |
| Totaal aantal titels  | 0   | 0    | 0      |
| Eindejaarsranking     | 298 |      | n.v.t. |